# 8 Samodzielna Brygada Kawalerii
8 Samodzielna Brygada Kawalerii (8 SBK) – wielka jednostka kawalerii Wojska Polskiego II RP.
Powstała w kwietniu 1926 roku w wyniku pokojowej reorganizacji wielkich jednostek jazdy w latach 1924–1929. Powstanie brygady i reforma kawalerii związane było z planem sformowania jednostki pancerno-motorowej, której zaczątkiem miały być dwa bataliony piechoty przewożone na samochodach oraz dwa pułki kawalerii. Plany sformowania tego typu jednostki jednak się nie powiodły z powodu trudności finansowych i braku odpowiedniego sprzętu. W związku z powstaniem 8 SBK dotychczas istniejącą VIII Brygada Kawalerii została przemianowana na XVIII Brygadę Kawalerii. 
Dowództwo 8 SBK stacjonowało w Starogardzie. W skład brygady włączono 2 pułk Szwoleżerów Rokitniańskich, który w maju 1926 roku został dyslokowany z Bielska, Bochni i Pszczyny do Starogardu.
6 maja 1926 roku na stanowisko dowódcy brygady został wyznaczony generał brygady Eugeniusz Ślaski. Wymieniony oficer z dniem 30 kwietnia 1927 roku został przeniesiony w stan spoczynku. Po przeniesieniu generała Ślaskiego na emeryturę stanowisko dowódcy brygady nie zostało obsadzone.
W marcu 1929 roku, w ramach II fazy reorganizacji kawalerii, brygada została zlikwidowana. 2 pułk Szwoleżerów Rokitniańskich został podporządkowany dowódcy nowo powstałej Brygady Kawalerii „Toruń”. 1 batalion strzelców został włączony w skład 15 Wielkopolskiej Dywizji Piechoty, natomiast 2 batalion strzelców w skład 16 Pomorskiej Dywizji Piechoty.

## Organizacja pokojowa 8 SBK
- dowództwo 8 Samodzielnej Brygady Kawalerii w Starogardzie
- 2 pułk Szwoleżerów Rokitniańskich w Starogardzie
- 1 batalion strzelców w Chojnicach
- 2 batalion strzelców w Starogardzie